# Daly River
La Daly River est une rivière du Territoire du Nord (Australie) traversant la ville du même nom.